# Peder Mørk Mønsted

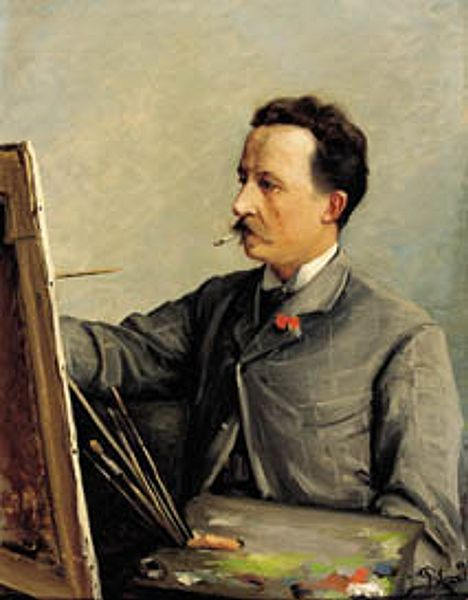
Peder Mønsted, 1895

Peder Mørk Mønsted (Grenå, 10 de diciembre de 1859-Fredensborg, 20 de junio de 1941) fue un pintor realista danés, principalmente paisajista.

## Biografía
Su padre era un armador de Jutlandia y estudió en una escuela de arte de Århus entrando en 1875 en la Real Academia de Bellas Artes de Dinamarca en Copenhague.
En 1882, emprendió un viaje a Roma y Capri, donde le impresionaron la luz y los colores de la costa mediterránea. Meses después, fue a París, donde trabajó hasta 1883 en el taller de William Bouguereau.
En 1889 visitó Argelia y Jorge I lo invitó a Grecia para que hiciera retratos de la corte. Más tarde visitó Egipto, Malta y España, de esta época son sus cuadros de pirámides o la ciudad de Cádiz. Tiempo después estuvo en Suiza.
Exponía regularmente en Copenhague, Lubeca y París. Muy conocido en Alemania, hizo sendas grandes exposiciones en Berlín y el Palacio de Cristal de Múnich.

## Galería

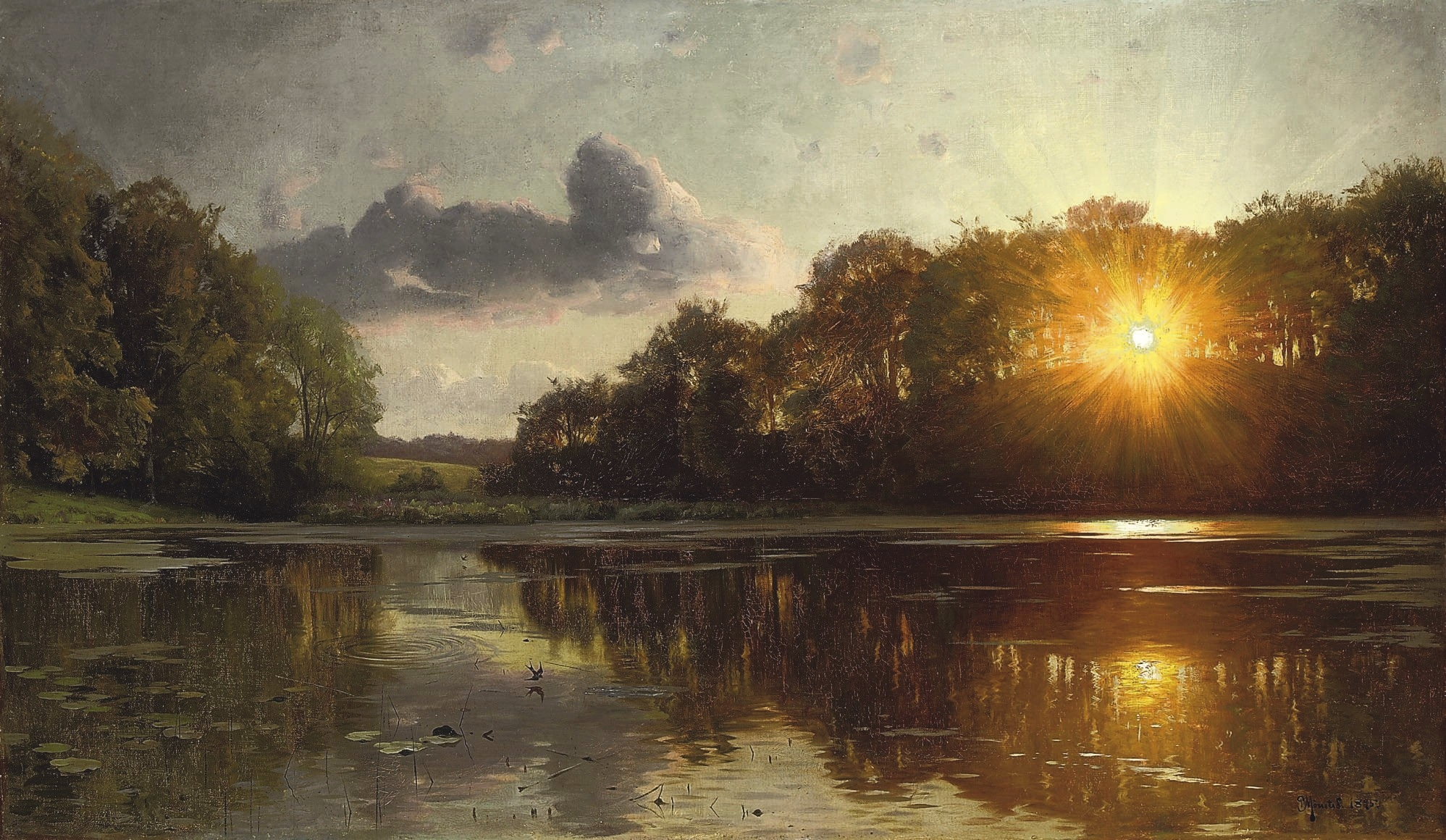
Amanecer sobre lago helado
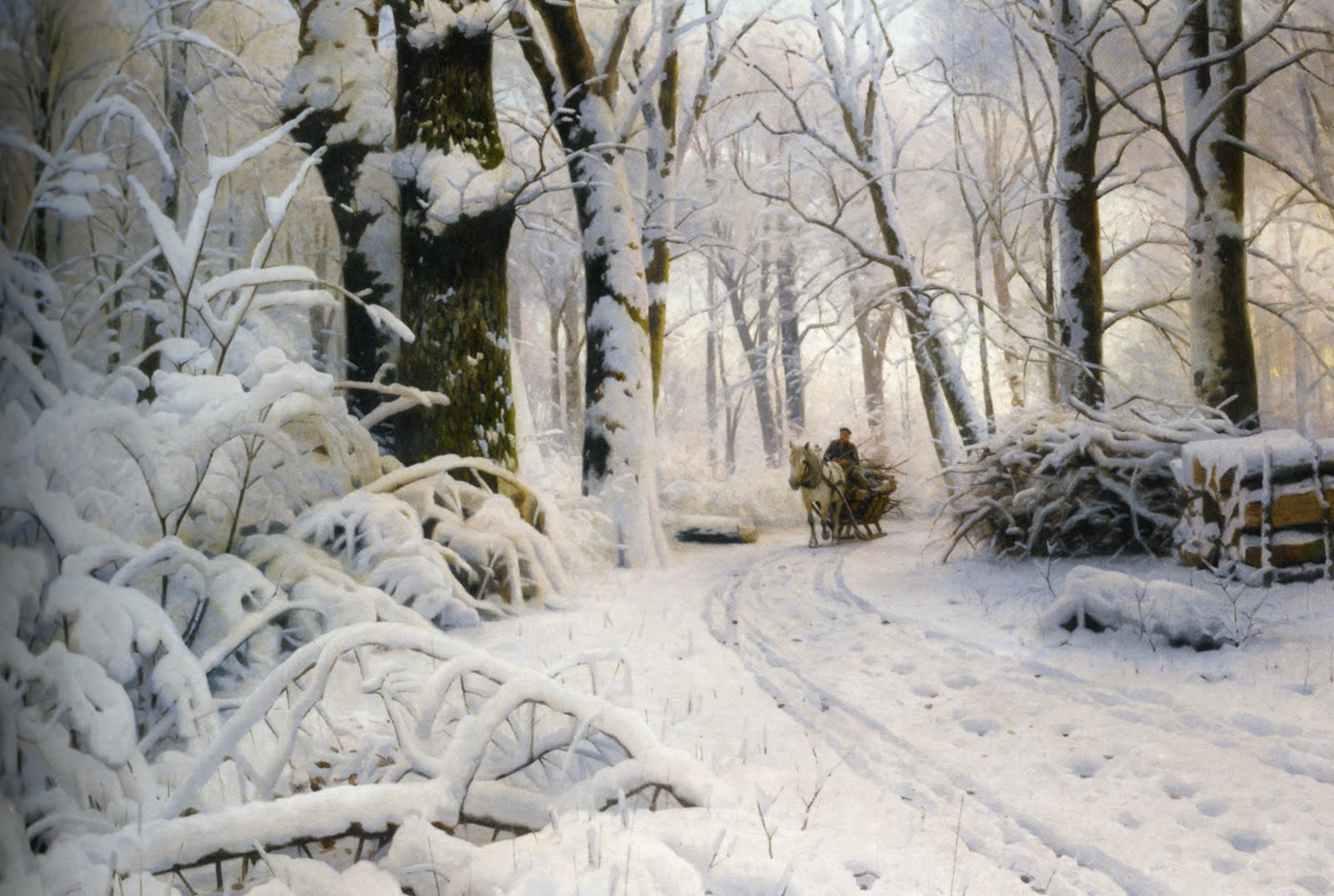
Bosque en la nieve
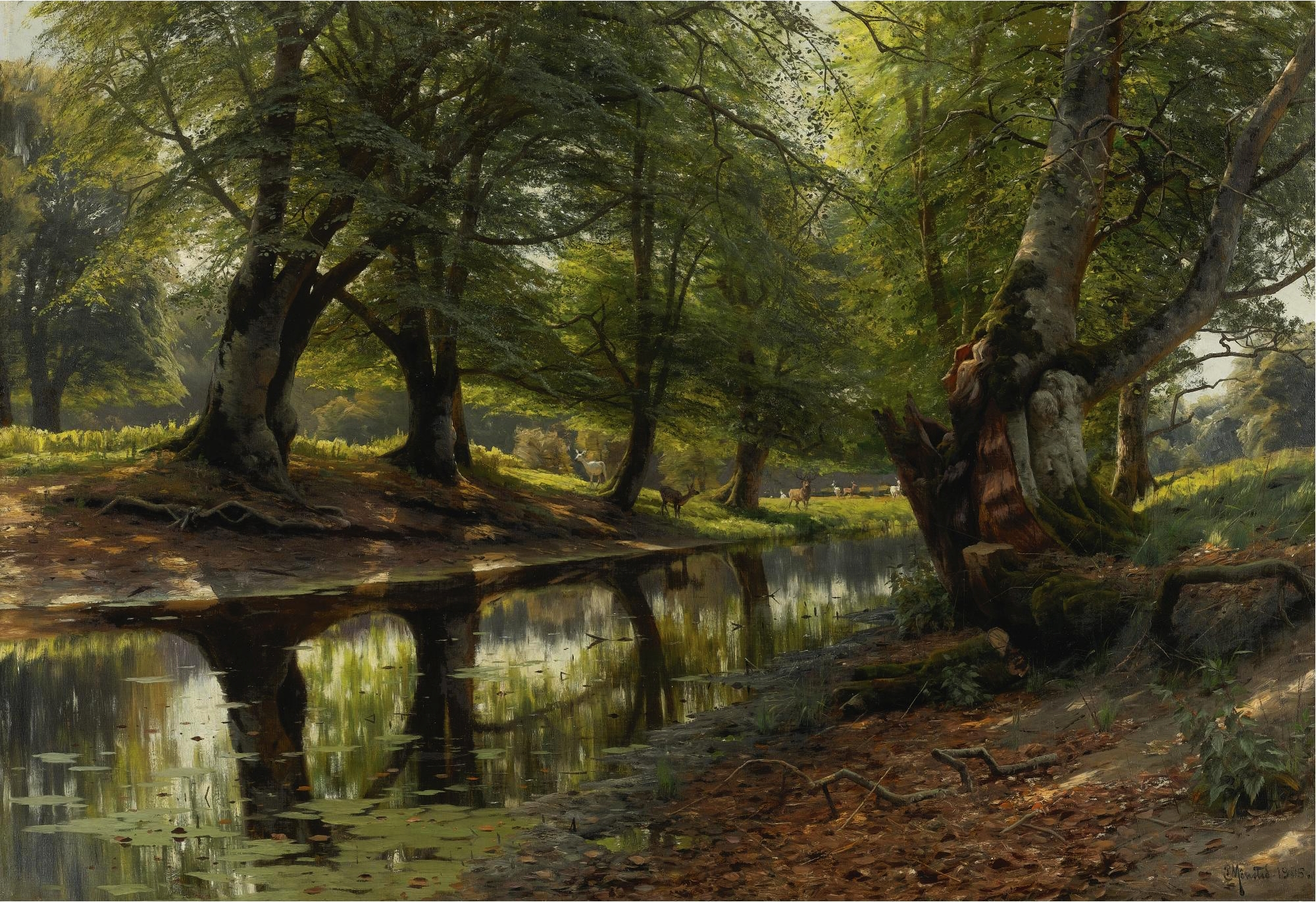
Arroyo y ciervo
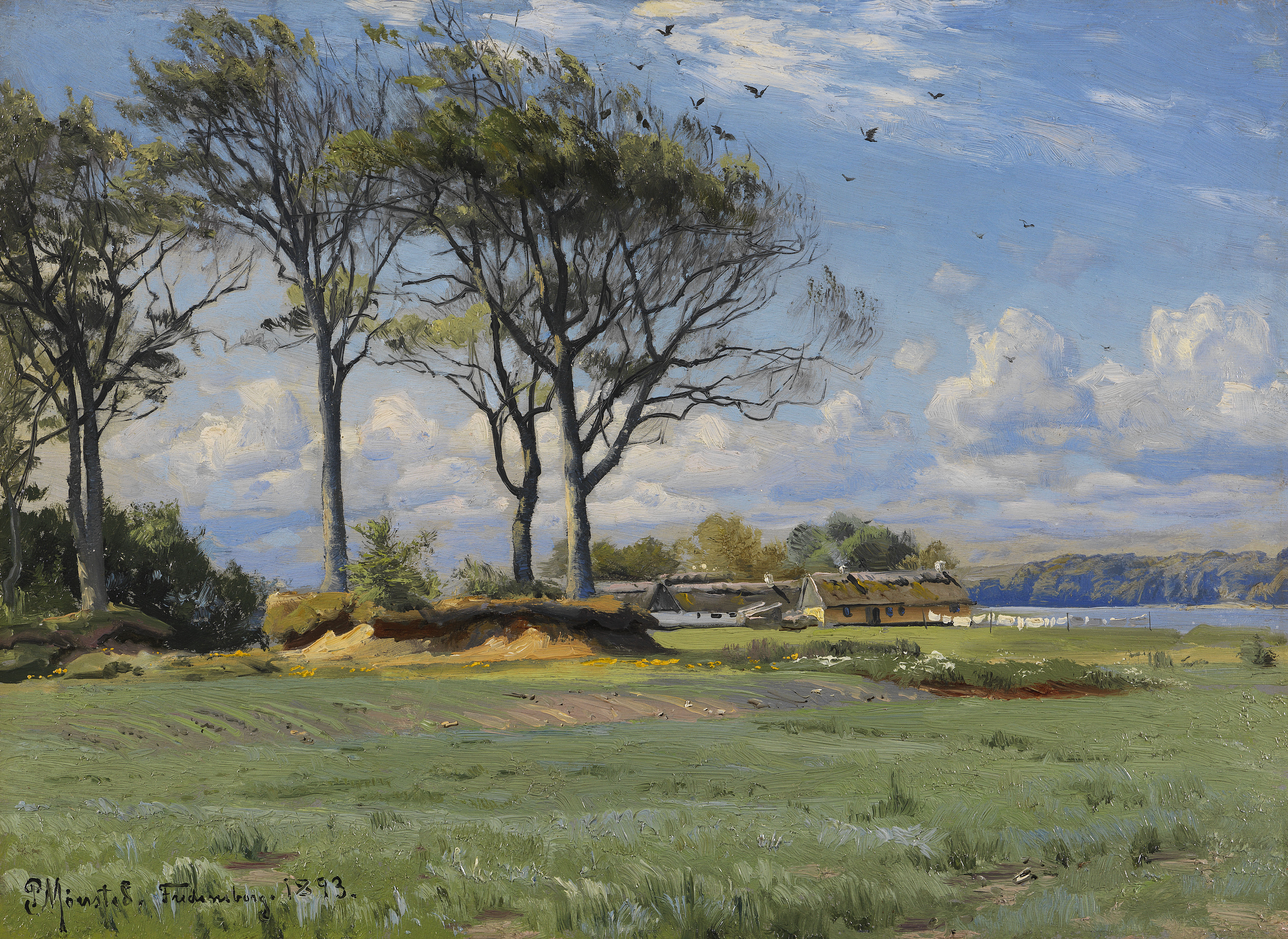
Reflexiones primaverales
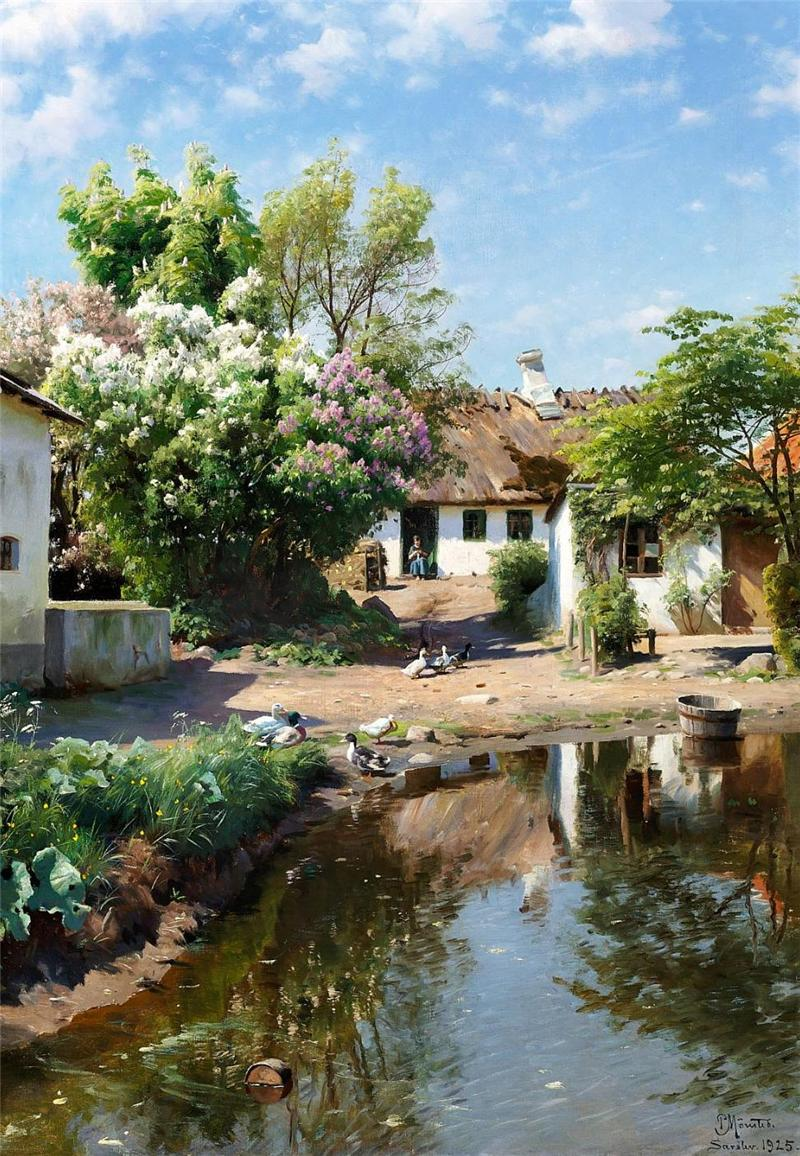
Paisaje rural
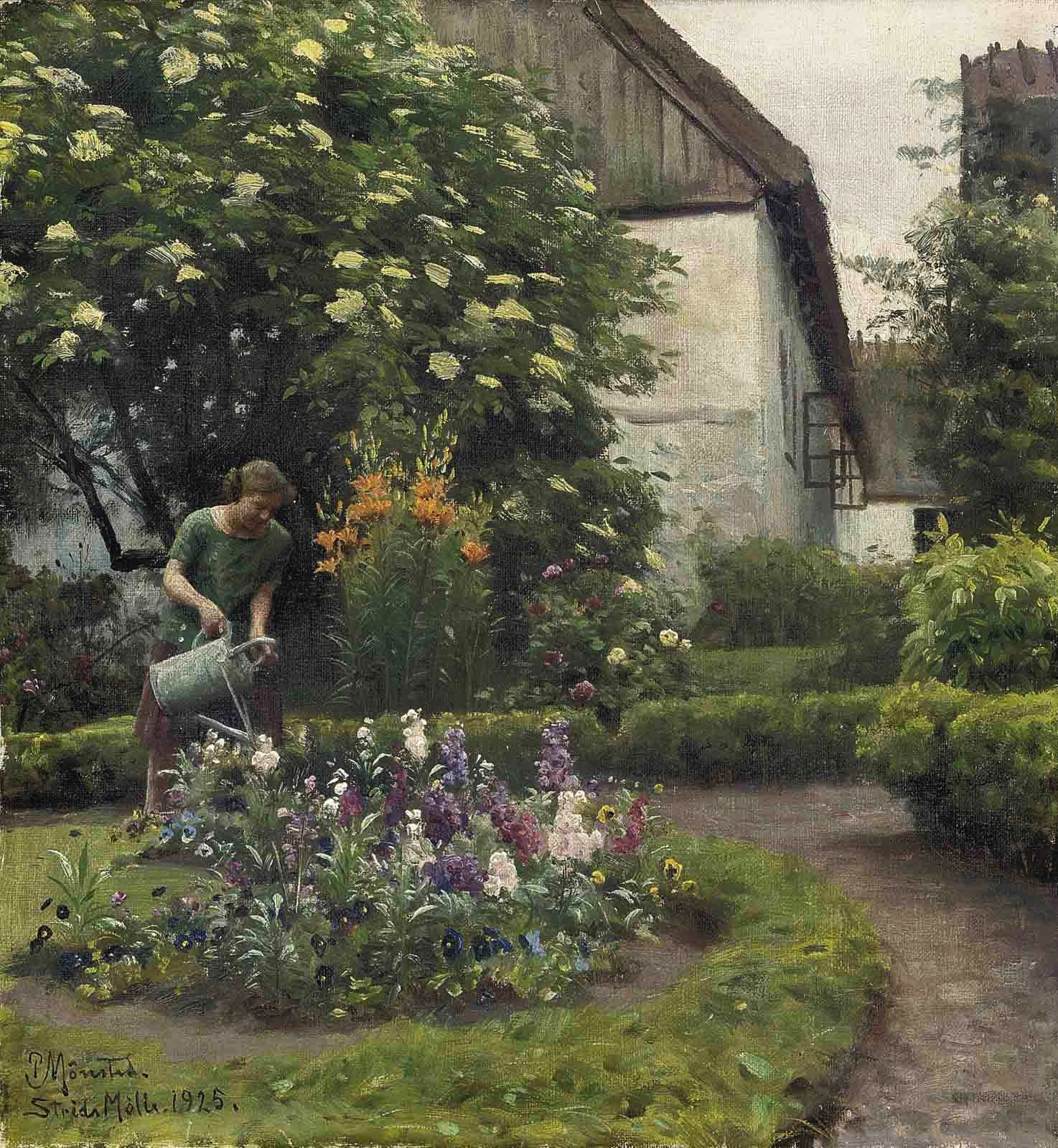
Regando el jardín
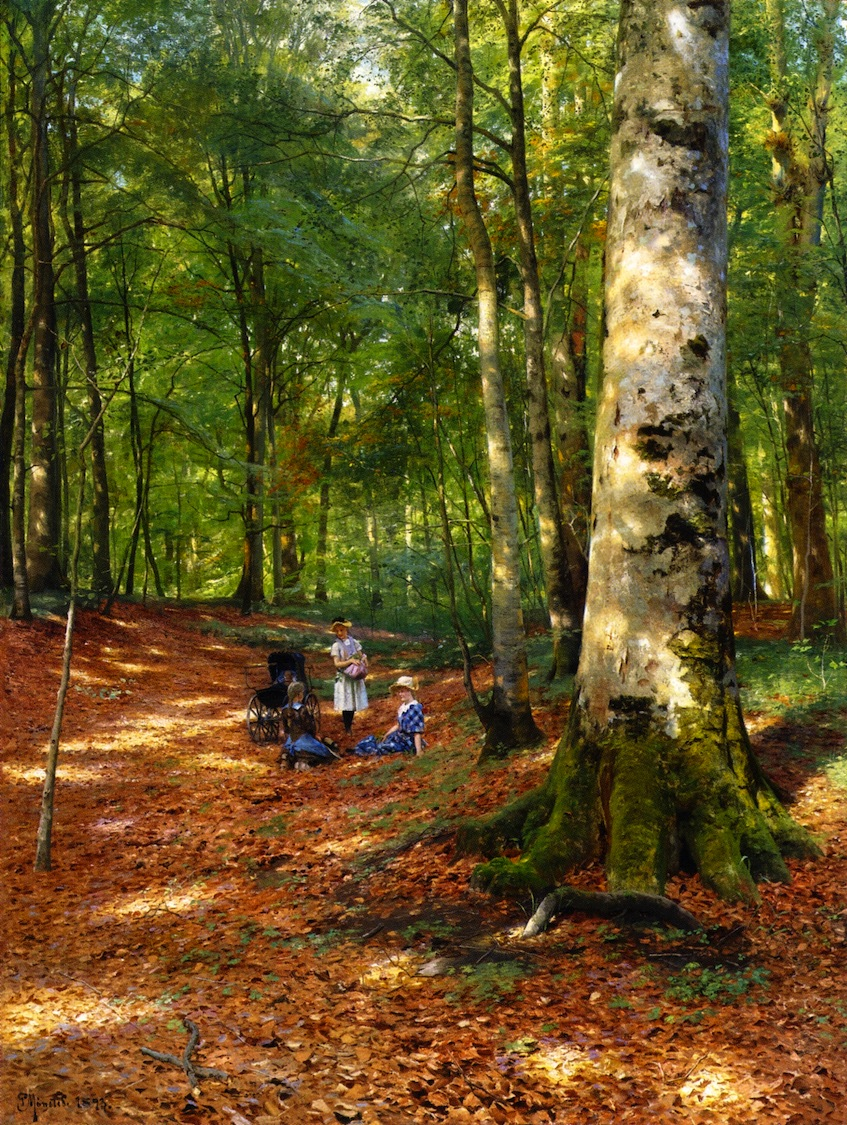
El abra
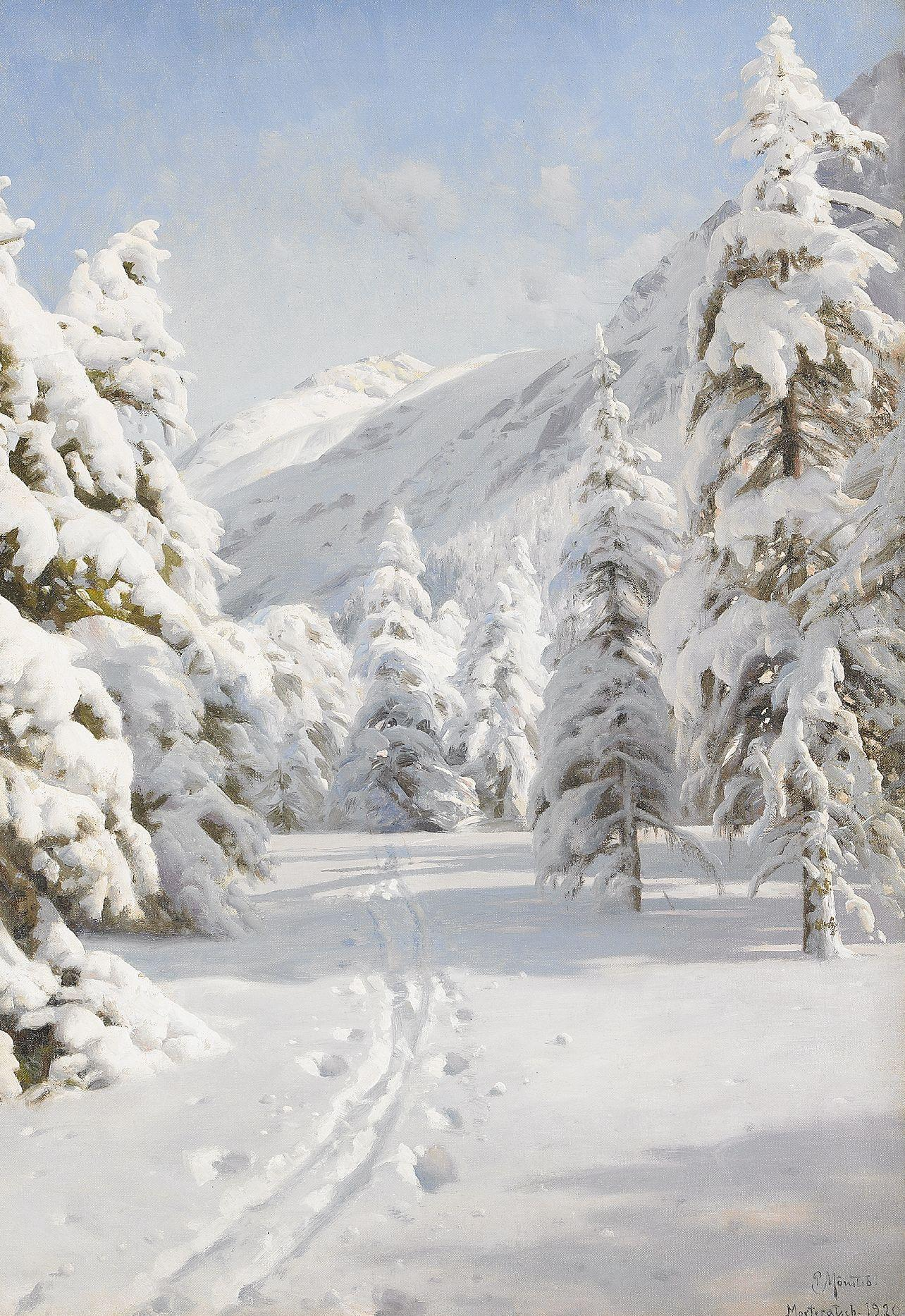
Paisaje invernal
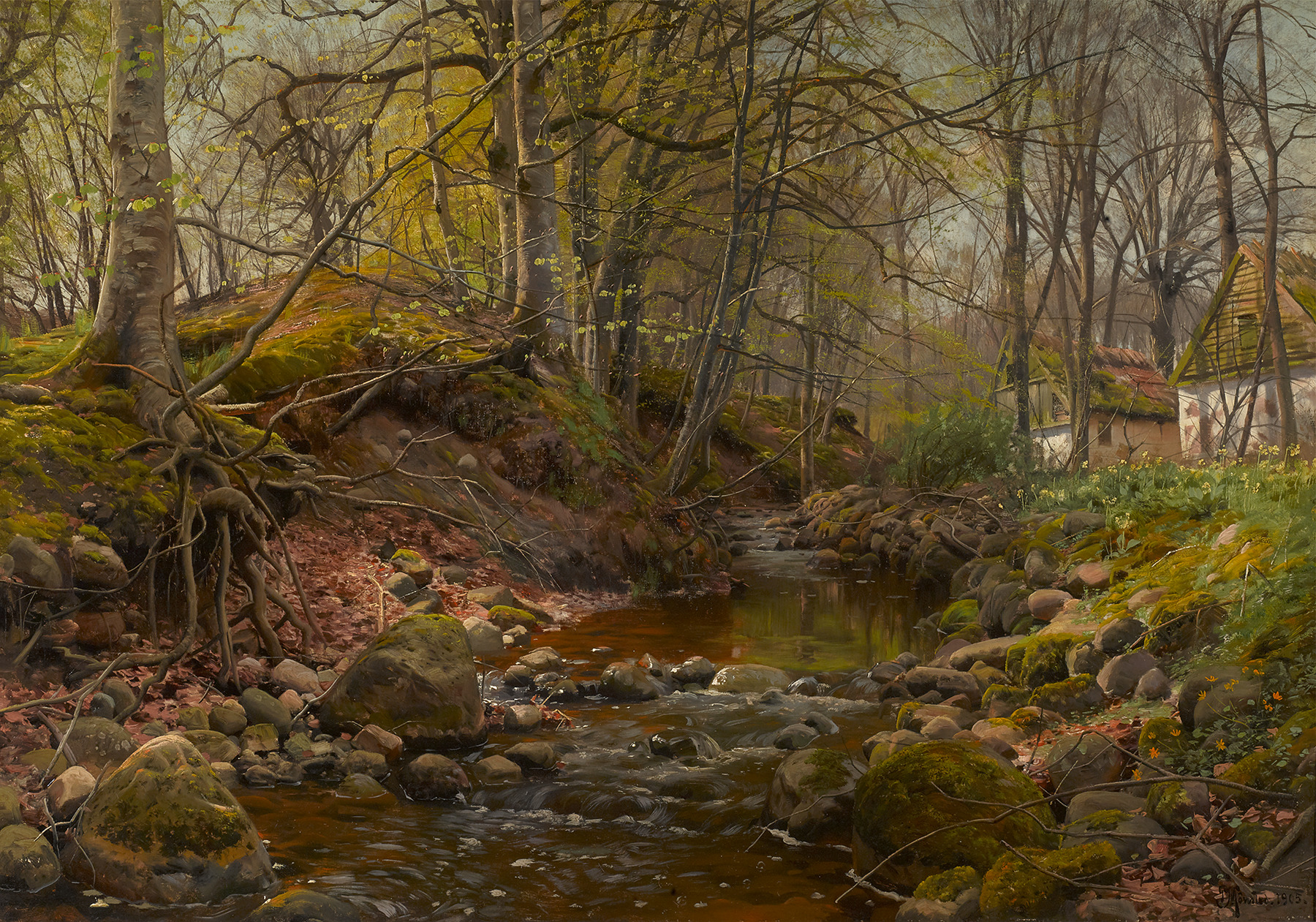
Arroyo forestal